# Serie B 2005-2006 (calcio a 5)
La Serie B 2005-2006 è stato l'ottavo campionato nazionale di terzo livello e la sedicesima edizione assoluta della categoria; si è svolto tra il 24 settembre 2005 e l'8 aprile 2006, prolungandosi fino al 27 maggio 2006 con la disputa delle partite di spareggio. Al termine della stagione regolare sono promosse in serie A2 le formazioni vincitrici dei sei gironi, mentre le ultime tre classificate retrocedono in serie C1.
Per ogni girone le formazioni piazzatesi al decimo e all'undicesimo posto si affrontano tra loro in una fase a eliminazione diretta, basata su gare di andata e di ritorno, per decretare altre sei retrocessioni.
Le squadre classificatesi al secondo e al terzo posto di ogni girone accedono ai play-off, che coinvolgono anche le formazione classificatesi all'undicesimo e al dodicesimo posto dei due gironi di serie A2. Divise in due raggruppamenti (le società del girone A di serie A2 con quelle dei gironi A, B e C di serie B, mentre le società del girone B di serie A2 con quelle dei gironi D, E e F di serie B), le squadre si affrontano in tre fasi ad eliminazione diretta basate su gare di andata e di ritorno, per assegnare gli ultimi due posti disponibili alla prossima edizione del campionato di serie A2.

## Girone A

### Partecipanti
Il girone A comprende sette società provenienti dalla Lombardia, una dalla Valle d'Aosta e due ciascuna da Emilia-Romagna, Liguria e Piemonte. Dopo appena una stagione di serie A2, ritorna a disputare la categoria la Valprint Futsal Fram mentre dai campionati regionali sono state promosse "I Bassotti", "Real Casalgrande", "Battifollo Sarzanese" e "Seregno C5" (vincitrici dei rispettivi campionati di serie C1) nonché i torinesi del "F.C. Eurosporting" e i reggiani del "Bagnolo C5" affermatisi nei play-off nazionali di serie C1.
Durante l'estate si sono verificate alcune fusioni: Battifollo Sarzanese e Marina di Massa hanno unito le forze dando vita al "Tosco Ligure C5"; il Seregno C5 e la formazione femminile del Rosa Futsal Seregno hanno formato un'unica società cittadina denominata "Brianza C5"; il Reggio Emilia C5 si è fuso con la Polisportiva Giemme dando vita alla "Reggiana Calcio a 5" iscritta di diritto in serie A2 avendo ereditato il titolo sportivo della seconda società. Non hanno presentato domanda di iscrizione Real Milan, Piemonte e Real Torino, mentre il Bergamo, sconfitto nei play-out al termine della precedente edizione, è stato ripescato a completamento dell'organico.

### Classifica
|  | Pos. | Squadra                 | Pt | G  | V  | N | P  | GF  | GS  | DR  |
|  | ---- | ----------------------- | -- | -- | -- | - | -- | --- | --- | --- |
|  | 1.   | Aosta                   | 71 | 26 | 23 | 2 | 1  | 83  | 36  | +47 |
|  | 2.   | Valprint Milano         | 61 | 26 | 19 | 4 | 3  | 134 | 69  | +65 |
|  | 3.   | Brianza                 | 48 | 26 | 15 | 3 | 8  | 125 | 83  | +42 |
|  | 4.   | Bassotti                | 44 | 26 | 13 | 5 | 8  | 125 | 102 | +23 |
|  | 5.   | Domus Bresso            | 43 | 26 | 13 | 4 | 9  | 91  | 86  | +5  |
|  | 6.   | Vigevano                | 39 | 26 | 12 | 3 | 11 | 88  | 81  | +7  |
|  | 7.   | Real Casalgrande        | 37 | 26 | 11 | 4 | 11 | 100 | 85  | +15 |
|  | 8.   | Bergamo                 | 34 | 26 | 10 | 4 | 12 | 105 | 98  | +7  |
|  | 9.   | Toniolo Milano          | 33 | 26 | 10 | 3 | 13 | 96  | 106 | -10 |
|  | 10.  | San Lorenzo della Costa | 29 | 26 | 7  | 8 | 11 | 76  | 102 | -26 |
|  | 11.  | Tosco Ligure            | 28 | 26 | 7  | 7 | 12 | 86  | 117 | -31 |
|  | 12.  | Gordona                 | 23 | 26 | 7  | 2 | 17 | 86  | 113 | -27 |
|  | 13.  | Eurosporting            | 22 | 26 | 7  | 1 | 18 | 85  | 122 | -37 |
|  | 14.  | Bagnolo                 | 8  | 26 | 2  | 2 | 22 | 60  | 140 | -80 |

### Verdetti finali
- Aosta promossa in serie A2 2006-07.
- Bagnolo, Eurosporting, Gordona e, dopo i play-out, Tosco Ligure retrocesse nei campionati regionali.

## Girone B

### Partecipanti
Il girone B comprende le rimanenti due formazioni emiliane, cinque società provenienti dal Veneto, tre dalla Toscana e due rispettivamente da Friuli-Venezia Giulia e dal Trentino-Alto Adige. Rispetto alla precedente edizione nel girone mancano Atlante Grosseto promosso in serie A2, Bubi Merano, Castel San Pietro e IGP Calcetto Pisa retrocesse nei campionati regionali e il Livorno '94 che ha rinunciato alla categoria. Al loro posto sono state ammesse Petrarca e San Lazzaro (rinominatosi durante l'estate "Kaos Futsal") retrocesse dalla serie A2 e le vincitrici dei campionati regionali di Trentino-Alto Adige (Futsal Bolzano), Veneto (Canottieri Belluno) e Friuli-Venezia Giulia (Ecco Noi Per Esempio che esordisce nei campionati nazionali assumendo l'identità dello storico "Palmanova Calcio a 5"). La Polisportiva Rinascita 1984 vincitrice della serie C1 della Toscana, ha rinunciato alla categoria proseguendo l'attività nei campionati regionali; al suo posto è stato ripescato il Firenze, semifinalista negli scorsi play-off nazionali di serie C1. Completa l'organico del girone il ripescaggio del retrocesso Manzano. Tre città saranno interessate da derby: Bologna (Bologna Football Five e Kaos), Bolzano (Futsal Bolzano e Libertas La Grolla) e Firenze (AF Firenze e Isolotto).

### Classifica
|                                          | Pos. | Squadra            | Pt | G  | V  | N | P  | GF  | GS  | DR   |
| ---------------------------------------- | ---- | ------------------ | -- | -- | -- | - | -- | --- | --- | ---- |
| Vincitrice della Coppa Italia di Serie B | 1.   | Belluno            | 75 | 26 | 25 | 0 | 1  | 188 | 48  | +140 |
|                                          | 2.   | Dese               | 56 | 26 | 18 | 2 | 6  | 172 | 101 | +71  |
|                                          | 3.   | Montecchio         | 55 | 26 | 16 | 7 | 3  | 183 | 100 | +83  |
|                                          | 4.   | Petrarca           | 42 | 26 | 12 | 6 | 8  | 113 | 97  | +16  |
|                                          | 5.   | Thiene             | 37 | 26 | 12 | 1 | 13 | 106 | 134 | -28  |
|                                          | 6.   | Bolzano Futsal     | 36 | 26 | 10 | 6 | 10 | 104 | 126 | -22  |
|                                          | 7.   | Poggibonsese       | 35 | 26 | 11 | 2 | 13 | 102 | 101 | +1   |
|                                          | 8.   | Kaos               | 32 | 26 | 10 | 2 | 14 | 92  | 109 | -17  |
|                                          | 9.   | Palmanova          | 31 | 26 | 9  | 4 | 13 | 102 | 135 | -33  |
|                                          | 10.  | Isolotto           | 25 | 26 | 7  | 4 | 15 | 78  | 133 | -55  |
|                                          | 11.  | Libertas La Grolla | 24 | 26 | 7  | 3 | 16 | 72  | 132 | -60  |
|                                          | 12.  | Bologna FF         | 24 | 26 | 9  | 4 | 13 | 99  | 106 | -7   |
|                                          | 13.  | Firenze            | 23 | 26 | 7  | 2 | 17 | 69  | 109 | -40  |
|                                          | 14.  | Manzano            | 22 | 26 | 7  | 1 | 18 | 68  | 117 | -49  |

### Verdetti finali
- Belluno e, dopo i play-off, Dese promosse in serie A2 2006-07.
- Firenze, Manzano e, dopo i play-out, Libertas La Grolla retrocesse nei campionati regionali.
- Bolzano Futsal e Palmanova non iscritte al campionato di serie B 2006-07.
- Bologna FF retrocessa ma successivamente ripescata.

## Girone C

### Partecipanti
Il girone C è composto da sette formazioni marchigiane, quattro umbre, due abruzzesi e una romagnola. Il Real Gubbio e la Vigor Fabriano sono state promosse dai campionati regionali, così come il Nuovo Pescheto che ha vinto i play-off nazionali di serie C1. Quest'ultima società durante l'estate ha unito le forze con il Montesilvano 2000, dando vita alla "Acqua e Sapone 2000". L'Ascoli Calcio a Cinque non ha presentato domanda di iscrizione mentre Alma Juventus Fano e San Severino, retrocesse al termine della precedente edizione, sono state ripescate a completamento dell'organico.

### Classifica
|  | Pos. | Squadra               | Pt | G  | V  | N | P  | GF  | GS  | DR   |
|  | ---- | --------------------- | -- | -- | -- | - | -- | --- | --- | ---- |
|  | 1.   | Polizia Penitenziaria | 76 | 26 | 25 | 1 | 0  | 174 | 64  | +110 |
|  | 2.   | Pescara               | 60 | 26 | 19 | 3 | 4  | 143 | 71  | +72  |
|  | 3.   | San Giorgio           | 60 | 26 | 19 | 3 | 4  | 128 | 60  | +68  |
|  | 4.   | Palextra Fano         | 47 | 26 | 16 | 4 | 6  | 116 | 87  | +29  |
|  | 5.   | Marina CSA            | 41 | 26 | 11 | 8 | 7  | 106 | 92  | +14  |
|  | 6.   | Montesicuro           | 36 | 26 | 10 | 6 | 10 | 126 | 109 | +17  |
|  | 7.   | Coar Orvieto          | 36 | 26 | 11 | 3 | 12 | 101 | 100 | +1   |
|  | 8.   | Castelbellino         | 35 | 26 | 10 | 5 | 11 | 96  | 124 | -28  |
|  | 9.   | Magione               | 33 | 26 | 10 | 3 | 13 | 96  | 87  | +9   |
|  | 10.  | Forlì                 | 31 | 26 | 10 | 1 | 80 | 107 | 115 | -27  |
|  | 11.  | Vigor Fabriano        | 30 | 26 | 9  | 3 | 14 | 86  | 105 | -19  |
|  | 12.  | San Severino          | 18 | 26 | 5  | 3 | 18 | 81  | 129 | -48  |
|  | 13.  | Fano                  | 12 | 26 | 4  | 0 | 22 | 90  | 196 | -106 |
|  | 14.  | Real Gubbio           | 8  | 26 | 2  | 2 | 22 | 71  | 163 | -92  |

### Verdetti finali
- Polizia Penitenziaria promossa in serie A2 2006-07.
- Fano, Real Gubbio e San Severino retrocessi nei campionati regionali.
- Sangiorgese rileva il titolo sportivo della Polisportiva Giampaoli Ancona, acquisendo il diritto di partecipare alla serie A2 2006-07.
- Montesicuro non si iscrive al campionato di serie B, ripartendo dalla serie C2 regionale.
- Vigor Fabriano retrocessa dopo i play-out ma successivamente ripescata.

## Girone D

### Partecipanti
Il girone D comprende nove società provenienti dalla Puglia, tre dall'Abruzzo e due dal Molise. Alle squadre già presenti nella precedente edizione si sono aggiunte il CUS Molise retrocesso dalla serie A2, il Martina C5 impostosi nei play-out di serie C1, e le vincitrici dei rispettivi campionati regionali: Ruvo Calcetto, Strike Termoli nonché il San Gabriele Vasto che torna a disputare un campionato nazionale dopo quindici anni di assenza (Serie A 1989-90). Il posto lasciato vacante dalla concomitante vittoria del Ruvo Calcetto in campionato e Coppa Italia di serie C1 è stato preso dal Barletta, ripescato dopo la retrocessione della scorsa stagione. Si registra infine la fusione tra Città di Chieti e Vigor Guardiagrele a formare la "Polisportiva Fabio Polidoro" con sede a Guardiagrele.

### Classifica
|  | Pos. | Squadra            | Pt | G  | V  | N | P  | GF  | GS  | DR  |
|  | ---- | ------------------ | -- | -- | -- | - | -- | --- | --- | --- |
|  | 1.   | Sport Five         | 67 | 26 | 22 | 1 | 3  | 155 | 65  | +90 |
|  | 2.   | Modugno            | 65 | 26 | 21 | 2 | 3  | 159 | 78  | +81 |
|  | 3.   | Fabio Polidoro     | 54 | 26 | 16 | 6 | 4  | 132 | 83  | +49 |
|  | 4.   | Polignano          | 50 | 26 | 15 | 5 | 6  | 116 | 93  | +23 |
|  | 5.   | Ruvo Calcetto      | 44 | 26 | 14 | 2 | 10 | 112 | 83  | +29 |
|  | 6.   | Martina            | 41 | 26 | 12 | 5 | 9  | 134 | 105 | +29 |
|  | 7.   | Termoli            | 36 | 26 | 12 | 0 | 14 | 90  | 101 | -11 |
|  | 8.   | Barletta           | 34 | 26 | 11 | 1 | 14 | 112 | 118 | -6  |
|  | 9.   | Azzurri Conversano | 33 | 26 | 11 | 0 | 15 | 83  | 112 | -29 |
|  | 10.  | San Gabriele Vasto | 32 | 26 | 9  | 5 | 12 | 76  | 106 | -30 |
|  | 11.  | Giovinazzo         | 28 | 26 | 8  | 4 | 14 | 87  | 117 | -30 |
|  | 12.  | Sipontum           | 22 | 26 | 6  | 4 | 16 | 64  | 116 | -52 |
|  | 13.  | Pro Calcetto       | 13 | 26 | 4  | 1 | 21 | 60  | 124 | -64 |
|  | 14.  | CUS Molise         | 9  | 26 | 3  | 0 | 23 | 75  | 154 | -79 |

### Verdetti finali
- Sport Five Putignano promosso in serie A2 2006-07.
- CUS Molise retrocesso nel campionato regionale del Molise.
- Pro Calcetto Avezzano, Sipontum e, dopo i play-out, San Gabriele Vasto retrocesse ma successivamente ripescate.

## Girone E

### Partecipanti
Il girone E comprende nove società laziali, tre sarde e il solo Regalbuto a rappresentare la Sicilia. Rispetto a quanto decretato dal campo al termine della precedente edizione, la composizione del girone presenta alcuni cambiamenti: ATS Cagliari e Ariccia Futsal hanno infatti rilevato il titolo di Delfino Cagliari e Genzano, iscrivendosi al campionato di serie A2. Il titolo della compagine ariccina è stato quindi acquistato dall'Università Tor Vergata, mentre quello dell'Urbetevere è passato al Ciampino. Città di Corleone, CUS Viterbo e Passo di Rigano (la formazione palermitana vincitrice della Serie C1 siciliana) non hanno presentato domanda di iscrizione, ripartendo dalle categorie regionali: i posti rimasti vacanti sono stati riempiti dal ripescaggio di Città di Latina, Domusdemaria-Chia nonché delle retrocesse Pomezia e Regalbuto. Completano l'organico il Divino Amore e l'Ostia retrocesse dalla serie A2 e le vincitrici dei campionati regionali di Lazio e Sardegna ovvero Albano e Assemini.

### Classifica
|  | Pos. | Squadra           | Pt | G  | V  | N | P  | GF  | GS  | DR  |
|  | ---- | ----------------- | -- | -- | -- | - | -- | --- | --- | --- |
|  | 1.   | Domus Chia        | 52 | 26 | 16 | 4 | 6  | 96  | 66  | +30 |
|  | 2.   | Divino Amore      | 51 | 26 | 16 | 3 | 7  | 114 | 89  | +25 |
|  | 3.   | Tor Vergata       | 48 | 26 | 14 | 6 | 6  | 110 | 84  | +26 |
|  | 4.   | Ostia             | 41 | 26 | 12 | 5 | 9  | 87  | 90  | -3  |
|  | 5.   | Regalbuto         | 36 | 26 | 10 | 6 | 10 | 85  | 79  | +6  |
|  | 6.   | Aurelia Nordovest | 36 | 26 | 10 | 6 | 10 | 102 | 90  | +12 |
|  | 7.   | Ciampino          | 35 | 26 | 9  | 8 | 9  | 74  | 78  | -4  |
|  | 8.   | Assemini          | 35 | 26 | 10 | 5 | 11 | 74  | 87  | -13 |
|  | 9.   | Latina            | 34 | 26 | 10 | 4 | 12 | 102 | 111 | -9  |
|  | 10.  | Albano            | 33 | 26 | 10 | 3 | 13 | 70  | 72  | -2  |
|  | 11.  | Pomezia           | 32 | 26 | 9  | 5 | 12 | 79  | 90  | -11 |
|  | 12.  | Velletri          | 31 | 26 | 9  | 4 | 13 | 79  | 78  | +1  |
|  | 13.  | Pro Capoterra     | 26 | 26 | 7  | 5 | 14 | 73  | 95  | -22 |
|  | 14.  | Ceccano           | 21 | 26 | 5  | 6 | 15 | 63  | 99  | -36 |

### Verdetti finali
- Domus Chia promossa in serie A2 2006-07.
- Pro Capoterra retrocessa nel campionato regionale della Sardegna.
- Pomezia e Velletri retrocessi in serie C1, acquisiscono il diritto di partecipare alla serie B 2006-07 rilevando rispettivamente il titolo sportivo del Divino Amore e dell'Ariccia.
- Divino Amore e Ostia non iscritti al campionato di serie B 2006-07.
- Ceccano retrocesso in serie C1 ma successivamente ripescato.

## Girone F

### Partecipanti
Il girone F comprende dieci formazioni campane, tre calabresi e il solo CUS Potenza a rappresentare la Basilicata. Al posto della Pro Scicli promossa in serie A2 e delle retrocesse Libertas Scanzano, Real Matera e Real Scafati sono state ammesse le vincitrici dei tre campionati regionali afferenti ovvero Catanzarese (che durante l'estate ha associato alla propria denominazione il nome del compianto Stefano Gallo), CUS Potenza (diventata "Futsal Potenza") e Olimpia Ischia. Il titolo del Città di Aversa C5, giunto ultimo nel girone B del precedente campionato di serie A2, è stato rilevato dal Camilla Cales di Teverola, mentre il Vesevo C5 ha acquistato quello del Vico Equense in serie A2, cedendo contestualmente il proprio al Futsal RMA Pianura. A completamento dell'organico sono state ripescate Casagiove e Atletico Catanzaro. Si registra infine l'ufficializzazione dell'avvenuto cambio di denominazione da "Tigrotti Giugliano C5" a "Città di Gragnano", sebbene la società avesse già adottato la corrente denominazione già durante la precedente stagione.

### Classifica
|  | Pos. | Squadra            | Pt | G  | V  | N | P  | GF  | GS  | DR   |
|  | ---- | ------------------ | -- | -- | -- | - | -- | --- | --- | ---- |
|  | 1.   | Barrese            | 67 | 26 | 21 | 4 | 1  | 137 | 55  | +82  |
|  | 2.   | Olimpia Ischia     | 56 | 26 | 17 | 5 | 4  | 124 | 72  | +52  |
|  | 3.   | Afragola           | 55 | 26 | 17 | 4 | 5  | 94  | 51  | +43  |
|  | 4.   | Marigliano         | 53 | 26 | 16 | 5 | 5  | 131 | 77  | +54  |
|  | 5.   | Gragnano           | 41 | 26 | 12 | 5 | 9  | 90  | 76  | +14  |
|  | 6.   | Casagiove          | 39 | 26 | 12 | 3 | 11 | 85  | 75  | +10  |
|  | 7.   | Camilla Cales      | 36 | 26 | 10 | 6 | 10 | 76  | 84  | +12  |
|  | 8.   | RMA Pianura        | 35 | 26 | 10 | 5 | 11 | 90  | 89  | +1   |
|  | 9.   | Napoli Five        | 35 | 26 | 11 | 2 | 13 | 99  | 83  | +16  |
|  | 10.  | Mediocrati         | 32 | 26 | 9  | 5 | 12 | 82  | 107 | -25  |
|  | 11.  | Forio              | 31 | 26 | 9  | 4 | 13 | 93  | 108 | -15  |
|  | 12.  | CUS Potenza        | 26 | 26 | 8  | 2 | 16 | 90  | 127 | -37  |
|  | 13.  | Atletico Catanzaro | 13 | 26 | 4  | 1 | 21 | 67  | 143 | -76  |
|  | 14.  | Catanzarese SG     | 1  | 26 | 0  | 1 | 25 | 33  | 164 | -131 |

### Verdetti finali
- Barrese promossa in serie A2 2006-07.
- Catanzarese, CUS Potenza e Mediocrati retrocesse nei campionati regionali.
- Forio salvo per la rinuncia del Mediocrati a prendere parte ai play-out.
- Napoli Five e Olimpia Ischia non iscritte al campionato di serie B 2006-07.
- Atletico Catanzaro retrocesso ma successivamente ripescato.

## Play-out Serie A2 / Play-off Serie B

### Girone A
|  | Quarti di finale | Quarti di finale | Quarti di finale | Quarti di finale | Quarti di finale |  |  | Semifinali      | Semifinali      | Semifinali | Semifinali | Semifinali |   |   | Finale | Finale | Finale | Finale | Finale |  |
|  |                  |                  |                  |                  |                  |  |  |                 |                 |            |            |            |   |   |        |        |        |        |        |  |
|  | B                | Dese (dts)       | 4                | 6                | 10               |  |  |                 |                 |            |            |            |   |   |        |        |        |        |        |  |
|  | B                | Pescara          | 4                | 4                | 8                |  |  | Dese            | Dese            | 7          | 1          | 8          |   |   |        |        |        |        |        |  |
|  | B                | Brianza          | 3                | 3                | 6                |  |  | Miracolo Piceno | Miracolo Piceno | 4          | 3          | 7          |   |   |        |        |        |        |        |  |
|  | A2               | Miracolo Piceno  | 3                | 7                | 10               |  |  |                 |                 |            |            |            |   |   | Dese   | Dese   | 5      | 1      | 6      |  |
|  | B                | Montecchio       | 3                | 3                | 6                |  |  |                 |                 | Imola      | Imola      | 2          | 3 | 5 |        |        |        |        |        |  |
|  | B                | Valprint Milano  | 2                | 3                | 5                |  |  | Montecchio      | Montecchio      | 6          | 1          | 7          |   |   |        |        |        |        |        |  |
|  | B                | San Giorgio      | 1                | 1                | 2                |  |  | Imola           | Imola           | 5          | 4          | 9          |   |   |        |        |        |        |        |  |
|  | A2               | Imola            | 3                | 5                | 8                |  |  |                 |                 |            |            |            |   |   |        |        |        |        |        |  |

#### Girone B
|  | Quarti di finale | Quarti di finale | Quarti di finale | Quarti di finale | Quarti di finale |  |  | Semifinali     | Semifinali     | Semifinali     | Semifinali     | Semifinali |   |    | Finale       | Finale       | Finale | Finale | Finale |  |
|  |                  |                  |                  |                  |                  |  |  |                |                |                |                |            |   |    |              |              |        |        |        |  |
|  | B                | Modugno          | 4                | 4                | 8                |  |  |                |                |                |                |            |   |    |              |              |        |        |        |  |
|  | B                | Divino Amore     | 6                | 4                | 10               |  |  | Divino Amore   | Divino Amore   | 5              | 4              | 9          |   |    |              |              |        |        |        |  |
|  | B                | Afragola         | 4                | 2                | 6                |  |  | Team Matera    | Team Matera    | 3              | 4              | 7          |   |    |              |              |        |        |        |  |
|  | A2               | Team Matera      | 6                | 4                | 10               |  |  |                |                |                |                |            |   |    | Divino Amore | Divino Amore | 4      | 4      | 8      |  |
|  | B                | Tor Vergata      | 5                | 7                | 12               |  |  |                |                | Palermo Futsal | Palermo Futsal | 2          | 8 | 10 |              |              |        |        |        |  |
|  | B                | Olimpia Ischia   | 8                | 7                | 15               |  |  | Olimpia Ischia | Olimpia Ischia | 5              | 4              | 9          |   |    |              |              |        |        |        |  |
|  | B                | Fabio Polidoro   | 3                | 1                | 4                |  |  | Palermo Futsal | Palermo Futsal | 4              | 7              | 11         |   |    |              |              |        |        |        |  |
|  | A2               | Palermo Futsal   | 6                | 6                | 12               |  |  |                |                |                |                |            |   |    |              |              |        |        |        |  |

## Play-out[8]
Lo spareggio tra Mediocrati e Forio (girone F) non è stato disputato in quanto la società calabrese si è ritirata al termine della stagione regolare, rinunciando alla disputa dei play-out.
| Squadra 1          | Totale | Squadra 2               | Andata | Ritorno  |
| ------------------ | ------ | ----------------------- | ------ | -------- |
| Tosco Ligure       | 6 - 8  | San Lorenzo della Costa | 4 - 2  | 2 - 6    |
| Libertas La Grolla | 6 - 10 | Isolotto                | 3 - 6  | 3 - 4    |
| Vigor Fabriano     | 8 - 14 | Forlì                   | 5 - 6  | 3 - 8    |
| Giovinazzo         | 18 - 5 | San Gabriele Vasto      | 6 - 3  | 12 - 4   |
| Pomezia            | 7 - 9  | Albano                  | 2 - 2  | 5 - 7dts |

## Coppa Italia
La Final four di Coppa Italia è stata organizzata dalla società Canottieri Belluno e si è svolta dal 10 all'11 marzo 2006 presso il Palaghiaccio di Belluno sito in località Lambioi. La manifestazione è stata vinta dalla società organizzatrice.
|  | Semifinali   | Semifinali   | Semifinali |         |              | Finale       | Finale | Finale |  |
|  |              |              |            |         |              |              |        |        |  |
|  | Divino Amore | Divino Amore | 2          |         |              |              |        |        |  |
|  | Divino Amore | Divino Amore | 2          |         |              |              |        |        |  |
|  | Aosta        | Aosta        | 1          |         |              |              |        |        |  |
|  | Aosta        | Aosta        | 1          |         | Divino Amore | Divino Amore | 3      |        |  |
|  |              |              |            |         | Divino Amore | Divino Amore | 3      |        |  |
|  |              |              | Belluno    | Belluno | 8            |              |        |        |  |
|  | Belluno      | Belluno      | Belluno    | Belluno | 8            | 9            |        |        |  |
|  | Belluno      | Belluno      |            |         |              |              |        |        |  |
|  | Sport Five   | Sport Five   | 6          |         |              |              |        |        |  |